# Mroczki-Rębiszewo
Mroczki-Rębiszewo – wieś sołecka w Polsce położona w województwie mazowieckim, w powiecie makowskim, w gminie Różan.
Od 1 stycznia 1973 do 31 grudnia 1974 w gminie Rzewnie. 1 stycznia 1975 sołectwo Mroczki-Rębiszewo włączono do gminy Różan.
W latach 1975–1998 miejscowość administracyjnie należała do województwa ostrołęckiego.
Wierni Kościoła rzymskokatolickiego należą do parafii św. Anny w Różanie.